# HD 76292
HD 76292，又名BD+40 2125，SAO 42611、HR 3546，是一颗恒星，视星等为5.89，位于銀經181.84，銀緯40.33，其B1900.0坐标为赤經8h 50m 1.1s，赤緯+40° 40.33′ 4″。